# Drávadiós

Drávadiós (1908-ig Orehovicza, horvátul Orehovica) falu és község  Horvátországban Muraköz megyében.

## Fekvése
Csáktornyától 10 km-re délkeletre fekszik. A községhez napjainkban három falu tartozik: Drávadiós (Orehovica), Drávaollár (Vularija), és Drávaszilas (Podbrest).

## Története
A 13. században település területe is hozzátartozott ahhoz a "Vyzmich" nevű birtokhoz, mely 1239-ben szerepel IV. Béla király oklevelében és amelyet ekkor vásárol meg a Hahót nembeli Mihály comes a veszprémi püspöktől.
A települést név szerint 1478-ban "Orechowecz" néven említik a csáktornyai uradalom falvainak felsorolásában.
1477-ben Hunyadi Mátyás az uradalommal együtt Ernuszt János budai nagykereskedőnek és bankárnak adományozta, aki megkapta a horvát báni címet is.
1540-ben a csáktornyai Ernusztok kihalása után az uradalom rövid ideig a Keglevich családé, majd 1546-ban I. Ferdinánd király adományából a Zrínyieké lett. Miután Zrínyi Pétert 1671-ben felségárulás vádjával halálra ítélték és kivégezték minden birtokát elkobozták, így a birtok a kincstáré lett.  1715-ben III. Károly a Muraközzel együtt gróf Csikulin Jánosnak adta zálogba, de a király 1719-ben szolgálatai jutalmául elajándékozta Althan Mihály János cseh nemesnek. 1791-ben gróf Festetics György vásárolta meg és ezután 132 évig a tolnai Festeticsek birtoka volt.
Vályi András szerint " ORECHOVICZA. Horvát falu Szala Várm. földes Ura G. Álthán Uraság, lakosai katolikusok, fekszik Szoboticzának szomszédságában, mellynek filiája, határja középszerű. " 
1861-ben a közigazgatás átszervezése során község lett, melyhez Drávaollár, Drávaszilas és Szentkereszt falvakat  (az utóbbi ekkor még major) csatolták.
1920 előtt Zala vármegye Perlaki járásához tartozott, majd a délszláv állam része lett. Az új közigazgatás megszüntette Drávadiós községet és a hozzá tartozott falvakkal együtt Kisszabadkához csatolta. 1941 és 1945 között ismét Magyarországhoz tartozott, ekkor újra község és körjegyzőségi székhely volt, magyar határvadászőrs is működött a településen. A háború után közigazgatásilag Csáktornyához és Kisszabadkához is tartozott. Drávadiós 1997-óta újra önálló község, címerét és zászlaját a 2002-es falunapon avatták.
Egyházilag korábban a kisszabadkai plébániához tartozott. 1971-ben felépült a Fatimai Szűzanya tiszteletére szentelt új templom, 1980. január 3-án pedig önálló plébánia lett. 1997-óta a Varasdi egyházmegyéhez tartozik.

## Lakossága
1900-ban 779 lakosából 769 horvát, 7 magyar, és 1 fő német nemzetiségű volt. 1910-ben 939, zömében horvát lakosa volt. 1941-ben 1241 lakosából 1196 magyar, 38 cigány, 5 horvát, és egy fő német nemzetiségűnek vallotta magát. 1991-ben 1761 lakosából 1511 horvát, 177 cigány nemzetiségű volt. A 2001-es népszámlálás adatai szerint Drávadiós község teljes lakossága 2769 volt, ebből a falunak magának 1659 lakosa volt. A község lakosainak 90%-a horvát, 8,5%-a cigány nemzetiségű.

## Nevezetességei
- A Fatimai Szűzanya tiszteletére szentelt plébániatemploma 1971-ben épült.
- 1945-ben alakult a falu kórusa, az 1950-es években pedig kulturális művészeti egyesületet alapítottak, melyet 1984-ben Fijolicának neveztek el.  Ma is működik színi, népművészeti és tamburazenei csoportokkal.